# Илириана Сулкучи
Илириана Сулкучи (на албански: Iliriana Sulkuqi) е албанска журналистка и поетеса.

## Биография и творчество
Илириана Кадри Сулкучи е родена през 1951 г. в Елбасан, Албания. Започва да пише поезия още на училищна възраст.
Следва в Военната академия на Сухопътните войски в Тирана. След завършване на образованието си през 1971 г., до 1995 г. служи като офицер в Академията, като журналист във военната преса и издателството на армията, достигайки чин подполковник. Заедно със службата си следва албанска филология и философия в Тиранския университет. После работи като журналист във вестник „Drita“ (Светлина), издаван от Съюза на албанските писатели.
Първата ѝ книга, стихосбирката „Më kërkojnë sytë e nënës“ (Очите на майка ми ме търсят), е издадена през 1974 г. Тя е част от групата „военни поетеси“, жени, които служат в албанската армия и пишат стихове.
Нейните творби се появяват в различни антологии. Произведенията ѝ са преведени на английски, италиански, гръцки, български, румънски и македонски. Тя е една от многото албански поети, които са писали хайку на албански. Пише също на английски и на италиански език.
Носителка е на национални и международни награди: в т.ч. на първа награда за 45-годишнина на списание „Новата албанка“ през 1988 г., първа награда за най-добра любовна поема в Дните на балканската поезия 2002 г. в Корча, награда „Али Аслани“ от албанското посолство в Атина и албанския писателски клуб „Дрита“ за стихосбирката „Poezi“, наградата „Изявен градски творец“ през 2009 г. и наградата „Благодарност на града“ на град Елбасан „за забележителен и качествен принос в създаването и популяризирането на художествените ценности в областта на поезията, и оставайки достоен гражданин на град Елбасан“. През 2011 г. е обявена за „Посланик на мира“ от Световната федерация за мир, а през 2016 г. в Скопие получава званието „Майка Тереза“ за показване на „отражение на доброта, мир, любов за специален принос към изкуството, културата и хуманизма“.
През 2004 г. се премества в Ню Йорк. Там ръководи издаването на литературното списание „Pelegrin“. Съдейства за съставянето на антология от произведения на албански емигранти, озаглавена „Perëndim i malluar“ (Прокълнат Запад).
Тя е член на Международната федерация на журналистите, на Албано-американската академия за науки и изкуства, на Албанския клуб на писателите „Drita“, и е почетен член на албано-американска организация „Мотрат Кириази“.
Животът и творчеството ѝ е изобразен през 2013 г. в документалния филм „Lirikë shpirti“ (Лирична душа), на албански и английски език.
Илириана Сулкучи живее със семейството си в Ню Йорк.

## Произведения

### Поезия
- Më kërkojnë sytë e nënës (1974)
- Ç’u fala stinëve që ikën? (1988)
- Të jesh grua (1990)
- Do të jetoj (1996)
- Trokit dhe zgjo (2000)
- Kush ma vrau OFELINË (2000) – на албански и италиански
- Për një mollë që hëngri Eva… (2002)
- (F) Shihemi në sy (2002)
- Pulëbardhë në det’ të zi (2002)
- Lirika (2003)
- Hajku (2004) – със съатори
- …Më kërkon falje (2004)
- Poezi (2007) – избрана поезия
- The Candles of Galaxy (2009)
- Break Out – том 1 (2009), том 2 (2016)
- Life Walk Through Dreams (2016)